# Salomonseilanden op de Olympische Zomerspelen 1984
De Salomonseilanden namen deel aan de Olympische Zomerspelen 1984 in Los Angeles, Verenigde Staten. Het was de eerste deelname van het land aan de Spelen, echter werden er geen medailles gewonnen.

## Deelnemers en resultaten
(m) = mannen, (v) = vrouwen 

### Atletiek
| Olympiër       | Discipline | Resultaat | Prestatie               |
| -------------- | ---------- | --------- | ----------------------- |
| Johnson Kere   | 100m (m)   | 82e       | serie 9: 7de in 11,57   |
| Charlie Oliver | 800m (m)   | 50e       | serie 8: 6de in 1.53,22 |

### Gewichtheffen
| Olympiër   | Discipline  | Resultaat | Prestatie                                                       |
| ---------- | ----------- | --------- | --------------------------------------------------------------- |
| Leslie Ata | –67,5kg (m) | 16e       | trekken: 16de met 80kg stoten: 18de met 107,5kg totaal: 187,5kg |